# Oguauíva
Oguauiva (Oguauíva, Oguiva), jedno od starih Guaraní plemena iz južnog Brazila, koja će zajedno s dvije srodne grupe Tañyguá i Apapocúva u suvremeno vrijeme postat poznati kao Ñandeva ili Nhandeva u Brazilu i Chiripá u Paragvaju. Govorili si sličnim dijalektima ili pod-dijalektima istog jezika.
Njihovo područje nakojem su živjeli prie odlaska 1830. prema oceanu, nalazilo se blizu planina Serra de Maracayú (lat. 24° S., long 54° W.). Godine 1912 živi ih još 100 na rezervatu Araribá u São Paulu i 40 blizu obale. Oni Apapocúva, Tañyguá i Cheiru obuhvaćeni su pod naziv Guarani, a ne Cainguá.

## Izvvori
1. ↑  Apontamentos Preliminares sobre Ñandéva Guaraní Contemporâneo[neaktivna poveznica]